# Back for Good (album)
Back for Good is het zevende album van Modern Talking. Het is de opvolger van het in 1987 uitgebrachte zesde album In the Garden of Venus en het eerste album van Modern Talking na het weer samenkomen van de groep in 1998. Back for Good werd wereldwijd in 1998 uitgebracht en is een van de bestverkochte Modern Talking-albums ooit.
Het album bevat achttien tracks waarvan vier nieuwe liedjes, twaalf tracks die in een nieuw jasje zijn gestoken, één korte mix van verschillende oude tracks en de originele track van "You Can Win If You Want" uit 1984/1985. Rapper Eric Singleton leverde een belangrijke bijdrage aan de totstandkoming van de nummers door er in te rappen.
Het album bevat drie internationale hits, getiteld "You're My Heart, You're My Soul (Modern Talking Mix '98 Feat. Eric Singleton)", "Brother Louie (Modern Talking Mix '98 Feat. Eric Singleton)" en "Cheri Cheri Lady". Back for Good werd geproduceerd en geschreven door Dieter Bohlen. In de Nederlandse Album Top 100 kwam het album tot plaats 3 en het stond 28 weken in deze hitlijst.
Back for Good werd opgevolgd door het achtste album Alone.

## Betrokkenen
- Thomas Anders: zang
- Rolf Köhler: zang, koor
- Michael Scholz: koor
- Detlef Wiedeke: koor
- Birger Corleis: koor
- Eric Singleton: rap
- Dieter Bohlen: producer, teksten
- Luis Rodriguez: coproducer
- Amadeus Crotti: arrangement
- Lalo Titenkov: arrangement

## Tracklist
1. You're My Heart, You're My Soul (nieuwe versie) - 3:47
2. Brother Louie (nieuwe versie) - 3:36
3. I Will Follow You - 3:56
4. Cheri Cheri Lady (nieuwe versie) - 3:00
5. You Can Win If You Want (nieuwe versie) - 3:25
6. Don't Play With My Heart - 3:23
7. Atlantis Is Calling (nieuwe versie) - 3:20
8. Geronimo's Cadillac (nieuwe versie) - 3:02
9. Give Me Peace on Earth (nieuwe versie) - 4:08
10. We Take the Chance - 3:59
11. Jet Airliner (nieuwe versie) - 3:51
12. Lady Lai (nieuwe versie) - 4:56
13. Anything Is Possible - 3:36
14. In 100 Years (nieuwe versie) - 3:53
15. Angie's Heart (nieuwe versie) - 3:28
16. You're My Heart, You're My Soul - 3:17
17. You Can Win If You Want - 3:40
18. No. 1 Hit Medley - 7:03